# Rosa abrica
Rosa abrica är en rosväxtart som beskrevs av Khat. och Koobaz. Rosa abrica ingår i släktet rosor, och familjen rosväxter. Inga underarter finns listade i Catalogue of Life.